# Amanda Mireya Terán Munguía
Amanda Mireya Terán Munguía (* 17. Januar 1941 in Mexiko-Stadt) ist eine ehemalige mexikanische Botschafterin.

## Leben
Sie trat 1968 in den auswärtigen Dienst.
Von 1985 bis 1986 war sie als Botschaftsrätin in Madrid.
Von 1986 bis 1996 war sie am Konsulat in New York City tätig.
Von 1992 bis 1996 leitete sie in New York City das Instituto Cultural Mexicano.
Von 1996 bis 1998 war sie Kanzlerin der mexikanischen Botschaft in Rom.
Sie war zeitweise Protokollchef der Secretaría de Relaciones Exteriores.
Ihr Botschaftssitz war Ankara, zeitgleich war sie bei den Regierungen in Baku, Astana, Aşgabat und Tiflis akkreditiert.
| Vorgänger                         | Amt                                                                     | Nachfolger                      |
| --------------------------------- | ----------------------------------------------------------------------- | ------------------------------- |
| Francisco de Paula Castro Reynoso | Mexikanischer Botschafter in Ankara 1. Juni 2004 bis 16. Juni 2004      | Salvador Campos Icardo          |
| José Ignacio Gutiérrez Pita       | Mexikanischer Botschafter in Santo Domingo 9. März 2000 bis 2. Mai 2002 | Isabel Bárbara Téllez de Ortega |